# Jardín zoológico de Skopie
El Jardín zoológico de Skopie (en macedonio: Зоолошка градина Скопје) es un zoológico de 12 hectáreas (30 acres) en el parque de Gradski, Skopie, la capital de Macedonia del Norte. Es el hogar de cerca de 300 animales que representan 56 especies.
El zoológico fue fundado en 1926 por una comisión de tres miembros encabezada por Stanko Karaman. Cuando se inauguró, el zoológico ocupaba solo 4 hectáreas (9,9 acres), y exhibía solo unos pocos animales que había recibido como regalo. Con la decisión del consejo de ciudad de Skopie en 1965, y la nueva zonificación de la ciudad en 1966, el zoológico fue ampliado a su tamaño actual.